# Körös
De Körös (Hongaars) of Criș (Roemeens) of Kreisch (Duits) is een zijrivier van de Tisza in het westen van Roemenië en het oosten van Hongarije.
De Körös ontstaat bij de Zuidoost-Hongaarse stad Gyula uit de samenvloeiing van twee bronrivieren: de Fehér-Körös (Roemeens: Crişul Alb, Nederlands: Witte Körös) en de Fekete-Körös (Roemeens: Crişul Negru, Nederlands: Zwarte Körös). De Körös wordt vanaf hier in het Hongaars wel als Kettős-Körös (= Dubbele Körös) aangeduid. Westelijker, bij Gyomaendrőd, mondt de Sebes-Körös (Roemeens: Crișul Repede, Nederlands: Snelle Körös) uit in de Körös, die vanaf hier Hármas-Körös (= Drievoudige Körös) heet.
Alle drie de bronrivieren ontspringen in het Apusenigebergte, een gebergte in West-Roemenië, en stromen grotendeels over Roemeens grondgebied. De regio Crișana is naar deze rivieren genoemd.
De Körös zorgde in het verleden voor overstromingen, maar werd vanaf het einde van de 19de eeuw gereguleerd. Het Nationaal park Körös-Maros beschermt het landschap in en rond de rivier.
Naar archeologische vindplaatsen bij de Körös is de Köröscultuur genoemd, een neolithische cultuur die tussen 5000 en 4500 v.Chr. wordt gedateerd.
- Gemeinsame Normdatei: 4312189-5
- Virtual International Authority File: 247330661